# Henry von Kræmer
Ivan Gustaf Henry von Kræmer, född 31 juli 1880 i Dänningelanda socken i Kronobergs län, död 6 december 1957 i Västerleds församling, var en svensk författare.
Han var son till löjtnant Gustaf von Kræmer och författarinnan Anna Jäderin och yngre bror till författarinnan Vera von Kræmer. Modern gifte 1884 om sig med politikern Hjalmar Branting och är mer känd som Anna Branting.
I Emigrationsutredningen är han medförfattare till "Bilaga 15 : Arbetsmetoder i Amerika" (1908). Även hans övriga produktion handlar om utvandrarens erfarenheter. Undantaget är pojkboken Tre pojkar på äventyr (1939). Den är möjligen ett samarbete med systern, som skrev många flickböcker.
Henry von Kræmer är begravd på Bromma kyrkogård.